# Global 200
Global 200 — список экосистем (наземных, пресноводных и морских), выделяющий наиболее важные для сохранения регионы по мнению Всемирного фонда дикой природы. В нём используется понятие «экорегионы» — большие области относительно однородного климата, для которых характерны природные сообщества, являющиеся местом обитания определённых биологических видов.
Фонд присваивает каждому региону один из следующих статусов:
- критический (находящийся под угрозой исчезновения)
- уязвимый
- относительно стабильный (неповреждённый)

Более половины регионов в Global 200 отмечены как находящиеся под угрозой исчезновения.
На территории России полностью или частично находятся около десяти экорегионов из списка Global 200.

## Происхождение
WWF определил 867 наземных, пресноводных и морских экорегионов всей поверхности Земли. Целью данной системной классификации является обеспечение полного спектра экосистем к сохранению и развитию. Из них WWF выбрал 200 глобальных экорегионов, как наиболее важных для сохранения глобального биоразнообразия. Список Global 200 на самом деле содержит 238 экорегионов, из которых 142 составляют наземные, 53 пресноводные и 43 морские.
Экологи, заинтересованные в сохранении биоразнообразия, в основном сосредоточили внимание на сохранении влажных тропических и широколистных лесов, так как считается, что они служат средой обитания половины всех видов на Земле. С другой стороны, WWF определили, что более всеобъемлющая стратегия для сохранения глобального биоразнообразия должна также рассмотреть вторую половину видов, и экосистемы, поддерживающие их существование.
Было установлено, что некоторые из мест обитания, такие как средиземноморские леса, редколесья и кустарниковые биомы, подвержены большей угрозе, чем тропические леса, и, следовательно, требуют согласованных действий по их сохранению. WWF считает, что «несмотря на то, что действия по сохранению экорегиона как правило происходят сохранение на уровне страны, экологические процессы (например, миграция) не соответствуют политическим границам», поэтому стратегия по сохранению экологии должна проводиться на уровне экорегиона.

## Классификация
Исторически зоологи и ботаники разрабатывали различные системы классификации сообществ растений и животных. Две мировые системы классификации, наиболее часто используемых сегодня, были обобщены Миклошем Удварди в 1975 году.
Поверхности суши Земли можно разделить на восемь биогеографических областей (прежде называемые королевствами, теперь — WWF экозонами), которые представляют основные типы наземных биоценозов. Система биомов классифицирует типы экосистем (например, леса, луга и т. д.), основанные на климате и растительности. Каждая биогеографическая область содержит несколько биомов, и каждый из биомов находится в нескольких биогеографических областях. Система биогеографических провинций была разработана с целью определения конкретных географических районов в каждой биогеографической области, которые имеют последовательный тип биома, и разделяют отдельные сообщества растений и животных. Система WWF представляет собой дальнейшее совершенствование системы биомов (который WWF называет «основными видами среды обитания»), биогеографических царств, и биогеографических провинций (схема WWF разделяет большинство биогеографических провинций на несколько более мелких экорегионов).

## Процесс отбора
На основе полного списка экорегионов, Global 200 включает в себя все основные типы сред обитания (биомов), все типы экосистем, и виды из всех основных типов мест обитания. Он сосредоточен на каждом основном типе среды обитания на всех континентах (например, тропических лесах и коралловых рифах). Реестр использует экорегионы в качестве единицы масштаба для сравнения. Всемирный фонд дикой природы утверждает, что экорегион можно рассматривать как единицу сохранения экологии на региональном уровне, так как они соответствуют аналогичным биологическим сообществам.
Выбор Global 200 опирался на обширные исследования 19 наземных, пресноводных и морских основных типов сред обитания. Выбор экорегионов был основан на анализе видового разнообразия, эндемизма видов, уникальности высших таксонов, необычности экологических или эволюционных явлений, и глобальной редкости конкретного биома.
Список экорегионов Global 200 является наиболее полезным для природоохранной деятельности на региональном уровне: препятствовании местной вырубке лесов, уничтожению болот, деградации почв и т. д. Тем не менее, некоторые явления, например миграции птиц или китов, зависят от более сложных параметров, таких как атмосферные течения и динамика пелагических зон, не используемых для создания текущей базы данных. Это требует сбора дополнительной информации и координации усилий между несколькими экорегионами. Тем не менее, Global 200 может помочь в этом, путём выявления среды обитания объектов и мест отдыха для мигрирующих животных.

## Global 200: Наземные экорегионы
| Тропические и субтропические влажные широколистные леса Основная статья: Влажные тропические леса Афротропика Влажные Гвинейские леса AT0111 Восточно-гвинейские леса AT0114 Горные гвинейские леса AT0130 Западно-гвинейские низинные леса Прибрежные леса Конго AT0102 Атлантические экваториальные прибрежные леса AT0126 Северо-западные низинные леса Конго Камерунские высокогорные леса AT0103 Камерунские высокогорные леса Северо-восточные низинные леса Конго AT0124 Северо-восточные низинные леса Конго Низинные леса Центрального Конго AT0104 Низинные леса Центрального Конго Влажные леса Западного Конго AT0129 Болотные леса Западного Конго Горные леса рифта Альбертин AT0101 Горные леса рифта Альбертин Восточно-африканские прибрежные леса AT0125 Прибрежные леса Северного Занзибара-Иньямбане AT0128 Прибрежные леса Южного Занзибара-Иньямбане Восточная дуга горных лесов ( Кения , Танзания ) AT0108 Восточно-африканские горные леса Мадагаскарские низменности и субгумидные леса AT0117 Мадагаскарские низинные леса AT0118 Мадагаскарские субгумидные леса Влажные леса Сейшельских и Маскаренских островов AT0113 Леса внутренних островов Сейшел AT0120 Маскаренские леса Австралазия Влажные леса Сулавеси AA0123 Низинные влажные леса Сулавеси AA0124 Горные влажные леса Сулавеси Влажные леса Молуккских островов ( Индонезия ) AA0106 Влажные леса Халмахеры Южные низинные леса Новой Гвинеи AA0122 Южные низинные леса Новой Гвинеи Горные леса Новой Гвинеи AA0116 Северные горные влажные леса Новой Гвинеи Влажные леса островов Соломоновых-Вануату-Бисмарк AA0126 Влажные леса Вануату Тропические влажные леса Квинсленда AA0117 Тропические влажные леса Квинсленда Влажные леса Новой Каледонии AA0113 Влажные леса Новой Каледонии Леса Лорд-Хау - Норфолка AA0109 Субтропические леса Лорд-Хау Индомалайская зона Горные тропические и влажные широколиственные леса Юго-Западной Гаты IM0150 Горные тропические леса Юго-Западной Гаты IM0151 Влажные широколиственные леса Юго-Западной Гаты Влажные леса Шри-Ланки IM0154 Низинные влажные леса Шри-Ланки IM0155 Горные влажные леса Шри-Ланки Субтропические влажные леса Северного Индокитая IM0137 Субтропические влажные леса Северного Индокитая Влажные леса Юго-восточного Китая, Хайнань IM0149 Вечнозелёные субтропические леса Южного Китая, Вьетнама IM0169 Муссонные леса острова Хайнань Тайваньские горные леса IM0172 Тайваньские субтропические вечнозелёные леса Влажные леса Чыонгшона ( Камбоджа , Лаос , Вьетнам ) IM0136 Северные Чыонгшонские влажные леса IM0152 Южные Чыонгшонские влажные леса Низинные и горные леса острова Суматра IM0157 Леса пресноводных болот острова Суматра IM0158 Низинные влажные леса острова Суматра IM0159 Горные влажные леса острова Суматра IM0160 Леса торфяных болот острова Суматра Филиппинские влажные леса IM0114 Влажные леса Негрос - Панай IM0122 Горные влажные леса Лузона IM0123 Влажные леса Лузона IM0128 Горные влажные леса Минданао IM0129 Влажные леса Восточного Минданао, Висайские острова IM0130 Влажные леса Миндоро IM0156 влажные леса Сулу Влажные леса Палавана IM0143 Влажные леса Палавана Влажные леса Каи - Танинтайи IM0119 Горные влажные леса Каи-Карина IM0163 Вечнозелёные влажные леса Южного Таиланда-Тенассерима Низинные и горные леса Малайского полуострова IM0144 Горные влажные леса Малайского полуострова IM0145 Леса торфяных болот Малайского полуострова IM0146 Влажные леса Малайского полуострова Низинные и горные леса Калимантана IM0102 Борнейские равнинные дождевые леса IM0103 Борнейские горные дождевые леса IM0104 Борнейские торфяные заболоченные леса Леса архипелага Нансэй ( Япония ) IM0170 Субтропические влажные леса островов Нансэй Влажные леса Восточного Декана ( Индия ) IM0111 Восточные высокогорные влажные широколиственные леса Влажные леса Нага — Манипури — Чин ( Бангладеш , Индия , Мьянма ) IM0109 Горные леса Чинских гор IM0120 Влажные лиственные леса долины нижнего Ганга IM0131 Дождевые леса Мизорама-Манипура-Качина Влажные леса Кардамоновых гор IM0106 Влажные леса Кардамоновых гор Горные леса Западной Явы IM0167 Влажные горные леса Западной Явы Тропические влажные леса Мальдив — Лакшадвип — Чагос IM0125 Тропические влажные леса Мальдив — Лакшадвип — Чагос Неотропика Влажные леса Больших Антильских островов NT0120 Влажные леса Кубы NT0127 Влажные леса Гаити NT0131 Влажные леса Ямайки NT0155 Влажные леса Пуэрто-Рико Таламаканские-Истмийские Тихоокеанские леса NT0167 Таламаканские горные леса Влажные леса Чоко — Дарьена NT0115 Влажные леса Чоко — Дарьена Гроные леса Северных Анд NT0145 Гроные леса Северных Анд Прибрежные гроные леса Винисуэлы NT0147 Болотные леса дельты Ориноко NT0169 Тепуи NT0171 Влажные леса Тринидада и Тобаго Гвианские влажные леса NT0125 Гвианские влажные леса Влажные леса Напо NT0142 Влажные леса Напо Влажные леса Рио-Негро — Журуа NT0132 Влажные леса Журуа- Солимойнс -Негро NT0133 Влажные леса Журуа- Пурус NT0158 Кампинарана Рио-Негро Высокогорные влажные леса Гвианы NT0124 Высокогорные влажные леса Гвианы Юнгас Центральных Анд NT0105 Юнгас Боливии NT0153 Юнгас Перу Влажные леса Юго-Запада Амазонки NT0166 Влажные леса Юго-Запада Амазонки Атлантический лес NT0103 Прибрежные леса Баии NT0151 Прибрежные леса Пернамбуку NT0160 Прибрежные леса Серра-ду-Мар Океания Леса островов южной части Тихого океана ( Американское Самоа — США , Острова Кука — Новая Зеландия , Фиджи , Французская Полинезия — Франция , Ниуэ — Новая Зеландия, Самоа , Тонга , Уоллис и Футуна — Франция) OC0102 Тропические влажные леса Центральной Полинезии OC0103 Тропические влажные леса Островов Кука OC0104 Тропические влажные леса Восточной Микронезии OC0105 Тропические влажные леса Фиджи OC0112 Тропические влажные леса Самоа OC0114 Тропические влажные леса Тонга OC0117 Тропические влажные леса Западной Полинезии Влажные леса Гавайи OC0106 Тропические влажные леса Гавайи Тропические и субтропические сухие широколиственные леса Основная статья: Тропические и субтропические сухие широколиственные леса Афротропика Сухие широколиственные леса Мадагаскара AT0202 Мадагаскарские сухие лиственные леса Австралазия Сухие широколиственные леса Нусу Тенггара ( Индонезия ) AA0201 Сухие широколиственные леса Малых Зондских островов AA0203 Сухие широколиственные леса Сумбы AA0204 Сухие широколиственные леса Тимора Сухие широколиственные леса Новой Каледонии AA0202 Сухие широколиственные леса Новой Каледонии Индомалайская зона Сухие широколиственные леса Индокитая IM0202 Сухие широколиственные леса Центрального Индокитая Сухие широколиственные леса Чхота-Нагпур IM0203 Сухие широколиственные леса Чхота-Нагпур Неотропика Сухие широколиственные леса Мексики NT0201 Сухие широколиственные леса Апуре - Вильявисенсьо NT0204 Сухие широколиственные леса Баджио NT0205 Сухие широколиственные леса Бальсаса NT0227 Сухие широколиственные леса Калифорнийского полуострова Равнинные сухие леса Тумбеса — Анд ( Колумбия , Эквадор , Перу ) NT0214 Сухие леса Эквадора NT0221 Равнинные сухие леса Магдалены NT0223 Сухие леса Мараньона NT0232 Сухие леса Тумбеса - Пьюры Сухие леса Чикитано NT0212 Сухие леса Чикитано Атлантические сухие леса NT0202 Атлантические сухие леса Океания Гавайские сухие леса OC0202 Гавайские сухие тропические леса Тропические и субтропические хвойные леса Неарктика Сосново-дубовые леса Восточной и Западной Сьерры-Мадре NA0302 Сосново-дубовые леса Западной Сьерры-Мадре NA0303 Сосново-дубовые леса Восточной Сьерры-Мадре Неотропика Сосновые леса Больших Антильских островов NT304 Сосновые леса Кубы NT305 Сосновые леса Гаити Мезоамериканские сосново-дубовые леса ( Сальвадор , Гватемала , Гондурас , Мексика , Никарагуа ) NT0308 Сосново-дубовые леса Сьерра-Мадре-де-Оахака NT0309 Сосново-дубовые леса Сьерра-Мадре-дель-Сур NT0310 Сосново-дубовые леса Транс-мексиканского вулканического пояса Смешанный лес Австралазия Смешанные леса Восточной Австралазии AA0402 Смешанные леса Восточной Австралазии Смешанные леса Тасмании AA0413 Смешанные влажные леса Тасмании Смешанные леса Новой Зеландии AA0403 Смешанные леса Фьорланда AA0404 Смешанные леса побережья Нельсона AA0405 Смешанные леса Северного острова AA0406 Смешанные агатисовые леса Северного острова AA0407 Смешанные леса Стюарта AA0410 Смешанные леса Южного острова AA0414 Смешанные леса Западного острова Индомалайская зона Смешанные леса Восточной Индомалайской зоны IM0401 Смешанные леса Восточной Индомалайской зоны Смешанные леса Западной Индомалайской зоны IM0403 Смешанные леса Западной Индомалайской зоны Неарктика Мезофитовые и смешанные леса Аппалач NA0402 Мезофитовые и смешанные леса Аппалач Палеарктика Смешанные леса Юго-Западного Китая PA0417 Вечнозелёные леса гор Даба PA0434 Лиственные леса гор Циньлин PA0437 Вечнозелёные широколиственные леса Сычуаньской котловины Дальневосточные смешанные леса России PA0426 Смешанные леса Маньчжурии PA0443 Уссурийские широколиственные и смешанные леса PA0408 Кавказские смешанные леса Хвойные леса Неарктика Тиоокеанские смешанные леса NA0510 Леса Центрального Тихоокеанского побережья NA0512 Восточные каскадные леса NA0520 Леса Северного Тихоокеанского побережья Леса Кламата — Сискию NA0516 Леса Кламата — Сискию Леса Сьерра-Невада NA0527 Леса Сьерра-Невада Юго-Восточные хвойные и широколиственные леса NA0529 Юго-Восточные хвойные леса Неотропика Вальдивские леса — Острова Хуан-Фернандес NT0401 Смешанные леса Островов Хуан-Фернандес NT0404 Вальдивские леса Палеарктика Европейско-Средиземноморские горные смешанные леса PA0501 Альпийские хвойные и смешанные леса PA0513 Средиземноморские хвойные и смешанные леса Смешанные леса Кавказа — Малой Азии — Гиркании ( Армения , Азербайджан , Болгария , Грузия , Иран , Россия , Турция , Туркменистан ) PA0407 Шомаль PA0408 Смешанные леса Кавказа PA0507 Лесостепи Эльбруса PA0515 Хвойные и лиственные леса Северной Малой Азии Altai — Горные леса Саян PA0502 Алтайские леса и лесостепи PA0519 Хвойные горные леса Саян Хвойные леса Сино-Тибетских гор PA0509 Хвойные субальпийские леса Сино-Тибетских гор Бореальные леса/Тайга Неарктика Леса Маскуа и Большого Невольничьего озера NA0610 Леса Маскуа и Большого Невольничьего озера Восточная тайга Канадского щита NA0606 Восточная тайга Канадского щита Палеарктика Тайга Уральских гор PA0610 Уральская горная тундра и тайга Восточно-сибирская тайга PA0601 Восточно-Сибирская тайга Луга и тайга Камчатки PA0603 Луга и редколесье Курильских островов PA0604 Тайга Курильских островов | Тропические и субтропические луга, саванны и кустарники Афротропика Акациевые саванны Сомали AT0715 Сомалийские чащи и кустарниковые заросли акации и коммифоры Восточно-африканские акациевые саванны AT0711 Северные чащи и кустарниковые заросли акации и коммифоры Центральные и Восточные цезальпиниевые редколесья AT0704 Центральные замбезийские редколесья миомбо AT0706 Восточные редколесья миомбо Суданские саванны AT0705 Восточные Суданские саванны AT0722 Западные Суданские саванны Австралазия Саванны Северной Австралии и Транс-Флая AA0701 Тропические саванны Арнем-Ленда AA0702 Тропические саванны пояса Бригалоу AA0703 Тропические саванны Кейп-Йорка AA0704 Тропические саванны Карпентарии AA0705 Саванны Эйнаслейской возвышенности AA0706 Тропические саванны Кимберли AA0708 Луга и саванны Транс-Флая Индомалайская зона Саванны и луга Тераи-Дуара IM0701 Саванны и луга Тераи-Дуара Неотропика Саванны Льяноса NT0709 Саванны Льяноса Саванны Серрадо NT0704 Серрадо Умеренные луга, саванны и кустарники Австралазия Суб-альпийские луга Центральной возвышенности Новой Гвинеи AA0802 Суб-альпийские луга Центральной возвышенности Новой Гвинеи Неарктика Северные прерии NA0810 Северные смешанные луга NA0811 Северные короткотравные луга NA0812 Северные высокотравные луга Неотропика Степи Патагонии NT0805 Степи Патагонии Палеарктика Даурские степи PA0804 Даурские степи Затопленные луга и саванны Афротропика Судд — Сахельские затопленные луга и саванны ( Камерун , Чад , Эфиопия , Мали , Нигер , Нигерия , Судан , Уганда ) AT0903 Затопленные саванны внутренней дельты Нигера AT0904 Затопленная саванна озера Чад AT0905 Сахарские затопленные луга Затопленные саванны Замбези AT0906 Затопленные луга Замбези Индомалайская зона Большой Качский Ранн IM0901 Большой Качский Ранн Неотропика Эверглейдс NT0904 Эверглейдс Пантанал NT0907 Пантанал Горные луга и кустарники Афротропика Эфиопское нагорье AT1007 Эфиопские горные луга и редколесья AT1008 Эфиопские горные вересковые пустоши Горные леса Южного рифта AT1015 Горные леса и луга Южного рифта Восточно-африканские вересковые пустоши AT1005 Восточно-африканские горные вересковые пустоши Леса и кустарники Драконовых гор AT1003 Высокогорные луга и редколесья Драконовых гор AT1004 Горные луга и леса Драконовых гор Индомалайская зона Альпийские луга Кинабалу IM1001 Альпийские луга Кинабалу Неотропика Парамо Северных Анд NT1006 Парамо Северных Анд Пуна Центральных Анд NT1001 Центральноандская пуна Палеарктика Степи Тибетского нагорья PA1020 Альпийские кустарники и луга Тибетского нагорья Среднеазиатские горные степи и леса ( Афганистан , Китай , Казахстан , Киргизстан , Таджикистан , Туркменистан , Узбекистан ) PA1011 Высокогорные пустыни Северного Тибетского нагорья — Куньлунь PA1015 Субальпийские луга Куньлунь PA1013 Ордосские степи Восточногималайские альпийские луга PA1003 Восточногималайские альпийские луга и кустарники Тундра Неарктика Прибрежная тундра Северного склона Аляски ( Канада , США ) NA1103 Арктическая тундра NA1104 Арктическая прибрежная тундра NA1108 Тундра Хребта Брукса Арктическая тундра Канадских низин ( Канада ) NA1114 Низинная арктическая тундра NA1116 Альпийская тундра Огилви и Маккензи NA1118 Торнгатская тундра Палеарктика Фенноскандская альпийская тундра и тайга ( Финляндия , Норвегия , Россия , Швеция ) PA0608 Скандинавская и российская тайга PA1106 Тундра Кольского полуострова PA1110 Горный скандинавский берёзовый лес и луга Таймырская и сибирская прибрежная тундра PA1107 Северная сибирская прибрежная тундра PA1111 Центрально-таймырская сибирская тундра Чукотская прибрежная тундра ( Россия ) PA1104 Тундра Чукотского полуострова Средиземноморские леса, редколесья и кустарники Афроропика Финбош AT1202 Низинный финбош и реностервельд AT1203 Горный финбош и реностервельд Австралазия Леса и кустарники Юго-западной Австралии AA1201 Леса кулгарди AA1202 Эсперанс Малли AA1209 Саванны Юго-западной Австралии AA1210 Редколесья Юго-западной Австралии Малли и редколесья Южной Австралии AA1203 Малли Эйра и Йорка AA1206 Редколесья гор Лофти AA1208 Редколесья Наракурта Неарктика Калифорнийский чапараль и леса NA1201 Калифорнийский прибрежный шалфей и чапараль NA1202 Калифорнийский прибрежный чапараль и леса NA1203 Калифорнийский горный чапараль и леса Неотропики Чилийский маторраль NT1201 Чилийский маторраль Палеарктика Средиземноморские леса, редколесья и кустарники PA1214 Средиземноморские редколесья и леса Пустыни и засухоустойчивые кустарники Афротропика Пустыни Намиб — Карру — Каоковельд ( Ангола , Намибия , Южно-Африканская Республика ) AT1310 Пустыня Каоковельд AT1314 Пустыня Карру AT1315 Пустыня Намиб AT1322 Суккуленты Карру Мадагаскарские колючие заросли AT1311 Мадагаскарские колючие заросли Пустыня островов Сокотра ( Йемен ) AT1318 Засушливые кустарники островов Сокотра Редколесье и кустарники Аравийской Возвышенности ( Оман , Саудовская Аравия , Объединённые Арабские Эмираты , Йемен ) AT1320 Низинные саванны Юго-запада Аравийского полуострова AT1321 Горные редколесья Юго-запада Аравийского полуострова Австралазия Карнарвонские засушливые кустарники AA1301 Карнарвонские засушливые кустарники Пустыни Большой Песчаной пустыни — Танами AA1304 Пустыни Большой Песчаной пустыни — Танами Неарктика Пустыни Соноры — Нижней Калифорнии NA1301 Пустыни Нижней Калифорнии NA1310 Пустыни Соноры Пустыни Чиуауа — Теуакана NA1303 Пустыня Чиуауа Неотропика Кустарники Галапагосских островов NT1307 Засушливые кустарники Галапагосских островов Пустыни Атакамы — Сечуры NT1303 Пустыни Атакамы NT1315 Пустыни Сечуры Палеарктика Пустыни Центральной Азии ( Казахстан , Киргизстан , Узбекистан , Туркменистан ) PA1310 Пустыни Севера Центральной Азии PA1312 Пустыни Юга Центральной Азии Мангры Афротропика Мангры Восточной Африки AT1402 Мангры Восточной Африки Гвинейские мангры AT1403 Гвинейские мангры Мадагаскарские мангры AT1404 Мадагаскарские мангры Австралазия Мангры Новой Гвинеи AA1401 Мангры Новой Гвинеи Индомалайская зона Мангры Зондского шельфа IM1405 Мангры Зондского шельфа Мангры Сундарбана IM1406 Мангры Сундарбана Неартика Мангры Северо-западного Мексиканского побережья NA1401 Мангры Северо-западного Мексиканского побережья Неотропика Мангры Гайаны — Амазонки NT1401 Мангры Альварадо NT1402 Кутровые мангры NT1406 Мангры Белизового рифа NT1411 Мангры Гайаны NT1427 Мангры Пары Мангры Панамского залива NT1405 Мангры Белизового рифа NT1414 Мангры Панамского залива |

## Global 200: Пресноводные экорегионы

### Крупные реки

#### Афротропика
- Река Конго и затопленные леса (Ангола, Демократическая Республика Конго, Республика Конго)

#### Индомалайская зона
- Меконг (Камбоджа, Китай, Лаос, Мьянмар, Таиланд, Вьетнам)

#### Неарктика
- Колорадо (Мексика, США)
- Миссисипи (США)

#### Неотропика
- Амазонка и затопленные леса (Бразилия, Колумбия, Перу)
- Ориноко и затопленные леса (Бразилия, Колумбия, Венесуэла)

#### Палеарктика
- Янцзы и озёра (Китай)

### Крупные верховья рек

#### Афротропика
- Истоки Реки Конго (Ангола, Камерун, Центральноафриканская Республика, Демократическая Республика Конго, Габон, Республика Конго, Судан)

#### Неарктика
- Истоки Миссисипи (США)

#### Неотропика
- Верховья и притоки Амазонки (Боливия, Бразилия, Колумбия, Эквадор, Французская Гвиана, Гайана, Перу, Суринам, Венесуэла)
- Верховья Параны (Аргентина, Бразилия, Парагвай)
- Бассейн Амазонки (Боливия, Бразилия, Парагвай)

### Крупные дельты рек

#### Афротропика
- Дельта Нигера (Нигерия)

#### Индомалайская зона
- Дельта Инда (Индия, Пакистан)

#### Палеарктика
- Дельта Волги (Казахстан, Россия)
- Дельта Тигра и Евфрата (Иран, Ирак, Кувейт)
- Дельта Дуная (Болгария, Молдавия, Румыния, Украина, Югославия)
- Дельта Лены (Россия)

### Малые реки

#### Афротропика
- Реки Гвинейской равнины (Кот-д’Ивуар, Гвинея, Либерия, Сьерра-Леоне)
- Реки Мадагаскара (Мадагаскар)
- Реки Гвинейского залива (Ангола, Камерун, Демократическая Республика Конго, Экваториальная Гвинея, Габон, Нигерия, Республика Конго)
- Реки Мыса Доброй Надежды (Южная Африка)

#### Австралазия
- Реки Гвинейского залива (Индонезия, Папуа-Новая Гвинея)
- Реки Новой Каледонии (Новая Каледония)
- Реки Кимберли (Австралия)
- Реки Юго-западной Австралии (Австралия)
- Реки Восточной Австралии (Австралия)

#### Индомалайская зона
- Реки Сицзян (Китай, Вьетнам)
- Реки Западных Гхат (Индия)
- Реки Юго-западной Шри-Ланки (Шри-Ланка)
- Реки Салуина (Китай, Мьянма, Таиланд)
- Реки и болота Сундаланда (Бруней, Малайзия, Индонезия, Сингапур)

#### Неарктика
- Юго-восточные реки (США)
- Реки Северо-запада Тихоокеанского побережья (США)
- Реки Аляскинского залива (Канада, США)

#### Неотропика
- Пресные воды Гвинеи (Бразилия, Французская Гвинея, Гайана, Суринам, Венесуэла)
- Пресные воды Больших Антильских островов (Куба, Доминиканская Республика, Республика Гаити, Пуэрто-Рико)

#### Палеарктика
- Реки Балканского полуострова (Албания, Босния и Герцеговина, Болгария, Хорватия, Греция, Республика Македония, Турция, Югославия)
- Реки Дальневосточного края (Китай, Монголия, Россия)

### Крупные озёра

#### Афротропика
- Озёра Восточно-африканского ущелья (Бурунди, Демократическая Республика Конго, Эфиопия, Кения, Малави, Мозамбик, Руанда, Танзания, Уганда, Замбия)

#### Неотропика
- Озёра Анд (Аргентина, Боливия, Чили, Перу)

#### Палеарктика
- Байкал (Россия)
- Бива (Япония)

### Малые озёра

#### Афротропика
- Камерунские кратерные озёра (Камерун)

#### Австралазия
- Озёра Кутубу и Сентани (Индонезия, Папуа-Новая Гвинея)
- Озёра центрального Сулавеси (Индонезия)

#### Индомалайская зона
- Озёра Филиппин (Филиппины)
- Инле (Мьянмар)
- Озёра Юньнань (Китай)

#### Неотропика
- Мексиканские высокогорные озёра (Мексика)

### Пересыхающие бассейны

#### Австралазия
- Пересыхающие бассейны центральной Австралии (Австралия)

#### Неарктика
- Пересыхающие бассейны Чиуауа (Мексика, США)

#### Палеарктика
- Пересыхающие бассейны Малой Азии (Сирия, Турция)

## Global 200: Морские экорегионы

### Полярные

#### Южный океан
- Южноокеанский полуостров и море Уэдделла

#### Северный Ледовитый океан
- Берингово море (Канада, Россия, США)
- Баренцево море, Карское море (Норвегия, Россия)

### Умеренные шельфы и моря

#### Средиземноморские
- Средиземное море (Албания, Алжир, Босния и Герцеговина, Хорватия, Кипр, Египет, Франция, Греция, Израиль, Италия, Ливан, Ливия, Мальта, Монако, Марокко, Сербия и Черногория, Словения, Испания, Сирия, Тунис, Турция)

#### Атлантический океан
- Северо-восточный шельф Атлантического океана (Бельгия, Дания, Эстония, Финляндия, Франция, Германия, Ирландия, Латвия, Литва, Нидерланды, Норвегия, Польша, Россия, Швеция, Великобритания)
- Большая Ньюфаундлендская банка (Канада, Сен-Пьер и Микелон (Франция), США)
- Чесапикский залив (США)

#### Северные умеренные Индо-Тихоокеанские
- Жёлтое море (Китай, Северная Корея, Южная Корея)
- Охотское море (Япония, Россия)

#### Южный океан
- Патагонский юго-запад Атлантического океана (Аргентина, Бразилия, Чили, Уругвай)
- Южно-австралийское море (Австралия)
- Новозеландское море (Новая Зеландия)

### Умеренные апвеллинговые

#### Северные умеренные Индо-Тихоокеанские
- Калифорнийское течение (Канада, Мексика, США)

#### Южные умеренные Атлантические
- Бенгельское течение (Намибия, Южная Африка)

#### Южные умеренные Индо-Тихоокеанские
- Перуанское течение (Чили, Эквадор, Перу)
- Течение мыса Игольного (Мозамбик, Южная Африка)

### Тропические апвеллинговые

#### Центральные Индо-Тихоокеанские
- Западное Австралийское море (Австралия)

#### Восточные Индо-Тихоокеанские
- Панамская бухта (Колумбия, Эквадор, Панама)
- Калифорнийский залив (Мексика)
- Галапагосское море (Эквадор)

#### Восточные Тропические Атлантические
- Канарское течение (Канарские острова, Гамбия, Гвинея-Бисау, Мавритания, Марокко, Сенегал, Западная Сахара)

### Коралловые рифы

#### Центральные Индо-Тихоокеанские
- Нансэй Сёто (Нансэй) (Япония)
- Сулу - Сулавеси (Индонезия, Малайзия, Филиппины)
- Архипелаг Бисмарка - Соломоновы Острова (Индонезия, Папуа-Новая Гвинея, Соломоновы острова)
- Море Банда - Флорес (остров) (Индонезия)
- Барьерный риф Новой Каледонии (Новая Каледония)
- Большой Барьерный риф (Австралия)
- Лорд-Хау, Норфолк (Австралия)
- Палау (Палау)
- Андаманское море (Андаманские и Никобарские острова (Индия), Индонезия, Малайзия, Мьянмар, Таиланд)

#### Восточные Индо-Тихоокеанские
- Таити (Острова Кука, Французская Полинезия)
- Гавайи (Гавайи)
- Рапа Нуи (Остров Пасхи)
- Барьерный риф Фиджи (Фиджи)

#### Западные Индо-Тихоокеанские
- Атоллы Мальдивы, Чагоса и Лакшадвипа (архипелаг Чагос (Великобритания), Индия, Мальдивы, Шри-Ланка)
- Красное море (Джибути, Египет, Эритрея, Израиль, Иордан, Саудовская Аравия, Судан, Йемен)
- Аравийское море (Джибути, Иран, Оман, Пакистан, Катар, Саудовская Аравия, Сомали, Объединённые Арабские Эмираты, Йемен)
- Восточное Африканское море (Кения, Мозамбик, Сомали, Танзания)
- Море Западного Мадагаскара (Коморы, Мадагаскар, Майотта и Глорьёз (Франция), Сейшелы)

#### Западные Тропические Атлантические
- Мезоамериканский Барьерный Риф (Белиз, Гватемала, Гондурас, Мексика)
- Большие Антильские острова (Багамские Острова, Каймановы острова, Куба, Доминиканская республика, Гаити, Ямайка, Пуэрто-Рико, Теркс и Кайкос, США)
- Южное Карибское море (Аруба, Колумбия, Нидерландские Антильские острова, Панама, Тринидад и Тобаго, Винисуэла)
- Северо-восточный Бразильский шельф (Бразилия)

## Приоритетные места (19)
- Амазонка
- Амур-Хэйлунцзян
- Арктика
- Борнео и Суматра
- Пустыня Чиуауа
- Побережье Восточной Африки
- Бассейн реки Конго
- Коралловый треугольник
- Восточные Гималаи
- Галапагосские острова
- Калифорнийский залив
- Мадагаскар
- Меконг
- Мезоамериканский риф
- Намибия
- Северные Великие Равнины
- Реки и ручьи Юго-востока США
- Южное Чили
- Янцзы